# 민간 광대역 무선 서비스
민간 광대역 무선 서비스(Citizens Broadband Radio Service, CBRS)는 미국의 3.5GHz 대역(3550MHz ~ 3700MHz) 중 150MHz 폭의 방송 대역이다. 2017년에 미국 연방통신위원회(FCC)는 이 대역의 상업적 사용을 위한 규칙을 확립하기 위해 2012년에 시작된 프로세스를 완료했으며, 동시에 미국 연방 정부가 미 해군 레이더 시스템 및 항공기 통신에 대한 간섭을 제한하기 위해 대역의 일부를 확보했다.
2020년 1월 27일, FCC는 스펙트럼의 군사적 사용에 대한 간섭을 방지하기 위해 제한 없이 무선 서비스 공급자 상용화를 위해 CBRS 대역의 전체 사용을 승인했다. 새로운 규정에 따라 CBRS를 사용하는 무선 통신업체는 스펙트럼 라이선스를 취득하지 않고도 5G 모바일 네트워크를 배포할 수 있다. CBRS 네트워크 배포의 주요 사용 사례에는 FWA(Fixed Wireless Access), 모바일 네트워크 밀도화, 중립 호스트 인프라 및 개인 네트워크가 포함된다.